# Théorie de Chern-Simons

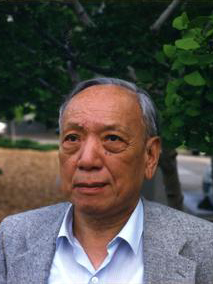
Le mathématicien sino-américain Shiing-Shen Chern

La théorie de Chern-Simons est une théorie quantique des champs topologique (en) introduite par Edward Witten pour étudier les invariants topologiques des variétés de dimension 3. Elle est nommée après les mathématiciens Shiing-Shen Chern et James Simons. En particulier, elle permet de donner une interprétation physique au polynôme de Jones.
Sur une variété {\displaystyle {\mathcal {M}}} de dimension 3 sur laquelle vit un champ de jauge {\displaystyle A}, on définit l'action de Chern-Simons par 
{\displaystyle S={\frac {1}{4\pi }}\int _{\mathcal {M}}{\text{Tr}}\left(A\wedge {\rm {d}}A+{\frac {2}{3}}A\wedge A\wedge A\right).}
Plus précisément, on considère un fibré G-principal au-dessus de {\displaystyle {\mathcal {M}}} ayant pour fibre et pour groupe structural un groupe de jauge {\displaystyle G} dont la connexion est {\displaystyle A}.